# Ferran Ardèvol Miralles
Ferran Ardèvol Miralles (Barcelona, 5 d'octubre de 1887 - Barcelona, 29 d'octubre de 1972) fou un pianista, compositor, pedagog, compositor, conferenciant i director d'orquestra barceloní.

## Biografia
Inicià els seus estudis musicals el 1891 amb Cecília Rodoreda a l'Escola Municipal de Música de Barcelona quan només tenia quatre anys. A l'any següent, ja va guanyar el seu primer premi a un concurs de l'escola. Va continuar els seus estudis de piano amb Carles Gumersind Vidiella i Esteba, a més de ser deixeble d'Antoni Nicolau i Joan Lamote de Grignon i Bocquet. Als quinze anys, tingué el seu primer contacte amb el públic en un recital en el qual interpretà el Concert en Re M de J. S. Bach per a clavicèmbal i orquestra.
Aviat, va començar la seva carrera en àmbit coral dirigint l'Orfeó Nova Catalònia, entre 1901 i 1904. Les seves primeres composicions van ser escrites quan ell era molt jove, amb només 17 anys, una etapa contemporània a la direcció de l'Orfeó Canigó entre 1910 i 1912. Més tard, també va ser director musical de la capella musical de San José de Calasanz.
Anys més tard, el 1930, va inaugurar el Trio Ardèvol, que va acabar essent un quartet, juntament amb Ferran Guerín, Ferran Pérez Prió i Gracià Tarragó i Pons.
El 1917 va fundar un centre privat anomenat Institut Musical Acadèmia Ardèvol, on va desenvolupar la seva tasca pedagògica. Quan va esclatar la Guerra Civil, l'Academia va haver de tancar les portes a causa de la crisi socioeconòmica, ja que molts alumnes no podien permetre's l'estudi. Així doncs, va haver de marxar a Gijón, acceptant el càrrec de professor de piano del Conservatori Superior de Música del Liceu. Va ser tan important en la matèria educativa que va portar molts dels seus alumnes a practicar com a professors, concertistes i compositors arreu del país i, fins i tot, a l'estranger.
A banda de dirigir els conjunts instrumentals que ell va fundar, va ser el primer a oferir públicament la interpretació integral dels Concerts de Brandenburg de Bach  al Palau de la Música Catalana, interpretats per l'Orquestra de cambra del seu Institut Musical. També, dirigí per primer cop a Espanya representacions orquestrals de "Les set paraules de Jesús a la Creu", així com l'òpera de Händel "Tamerlan".
A més, Ardèvol organitzà diverses audicions comentades dirigides als membres de l'Orquestra de Cambra de Badalona, entre les quals destacà el comentari de "Mort i transfiguració" de Richard Strauss realitzat el 27 d'octubre de 1949 a la Sala Biblioteca de la Caixa de Pensions de Badalona.
Finalment, destacà la presència entre el seu repertori habitual de sonates de Strauss, Skriabin, Szymanowsky i obres per a piano i orquestra de cambra de Max Reger.
Com a informació personal, cal nomenar la seva dona Josefina Gimbernat Ferré, un matrimoni que va iniciar molt jove i del qual va néixer el seu primer fill, Josep Ardèvol i Gimbernat. La carrera musical del seu fill va ser també important, a més, ell mateix el va formar.

## Obres didàctiques
- Diccionari terminològic.
- Tractat de tècnica musical (1923).
- Estudis rítmics, polirítmics i politonals (1939).
- Tractat d'harmonia, contrapunt i fuga, composició, instrumentació i història.[1]

## Conferències
- Evolució de les formes.
- Història del Material Sonor.
- Literatura pianística del segle XVI.
- Les 32 sonates de Beethoven, per a piano.[2]

## Composicions
La música de Ferran Ardèvol es caracteritza principalment pel gran cromatisme i la gran cura i rigor de les formes. El compositor sempre buscava la perfecció de la tècnica, l'harmonia instrumental i compositiva, és per això que els estudiosos el qualificaven com poc innovador i, fins i tot, com a escriptura barroca. Així i tot, ell buscava un nou llenguatge musical, intentant acabar amb la falta d'imaginació de la música occidental i que ell, fanàtic de la música oriental, trobava a faltar.
Al llarg de la seva llarga llista de composicions es troben característiques constants en ell. Així doncs, l'autor es caracteritza pel seu; cromatisme, riquesa rítmica, ús del contrapunt i el desenvolupament horitzontal, i organització tradicional.

#### Música simfònica
- Simfonia en si bemoll per a gran orquestra (1909).
- Missa en si menor (1911).
- Suite per a gran orquestra (1915).
- Suite per a orquestra de corda i dos pianos (1917).
- Líriques (1925).
- Simfonia Exposició (1929).
- Suite Simfònica (1958)

#### Cançons
- Col·lecció de cançons (1908 i 1921).
- Sonets.

#### Conjunt instrumental
- Trio en sol menor (1903).
- Quartet en mi menor (1904).
- Sonata en do major per a violoncel i piano (1904).
- Quartet en sol menor per a cordes i piano a 4 mans (1908).
- Trio en si bemoll per a violí, violoncel i piano a 4 mans (1927).
- Trio Ars Devotissimus (1953).[1][2][4]

## Premis
Va ser guardonat per diverses obres seves i, fins i tot, pel seu llarg recorregut compositiu. Per exemple, va ser reconegut durant els concerts dels Festivals de Música Catalana celebrats a Olot i Barcelona.
- 1925: Concurs Nacional de Composició, Madrid - "Líriques"
- 1928: Concurs Nacional de Composició, Madrid - "Quartet en sol menor"
- 1953: Premi Ciutat de Barcelona - Trio "Ars devotissimus"
- 1957: Premi Ciutat de Barcelona - "Suite Simfònica": destacant per la seva innovació i les noves tendències que es posen en pràctica dins el camp estètic.[2]